# سفیدپوست
| نژاد سفیدپوست: نژاد آریایی نژاد سامی نژاد حامی نژاد سیاه: سیاه‌پوست خوی‌خوی ملانزی نگریتو سیاه استرالیا نامعلوم: قوم دراویدی و قوم سینهالی | نژاد زرد: مغول و ترک چینی و هندوچین ژاپنی و کره‌ای تبتی مالایی پلی‌نزی مائوری میکرونزی اسکیمو سرخ‌پوست |

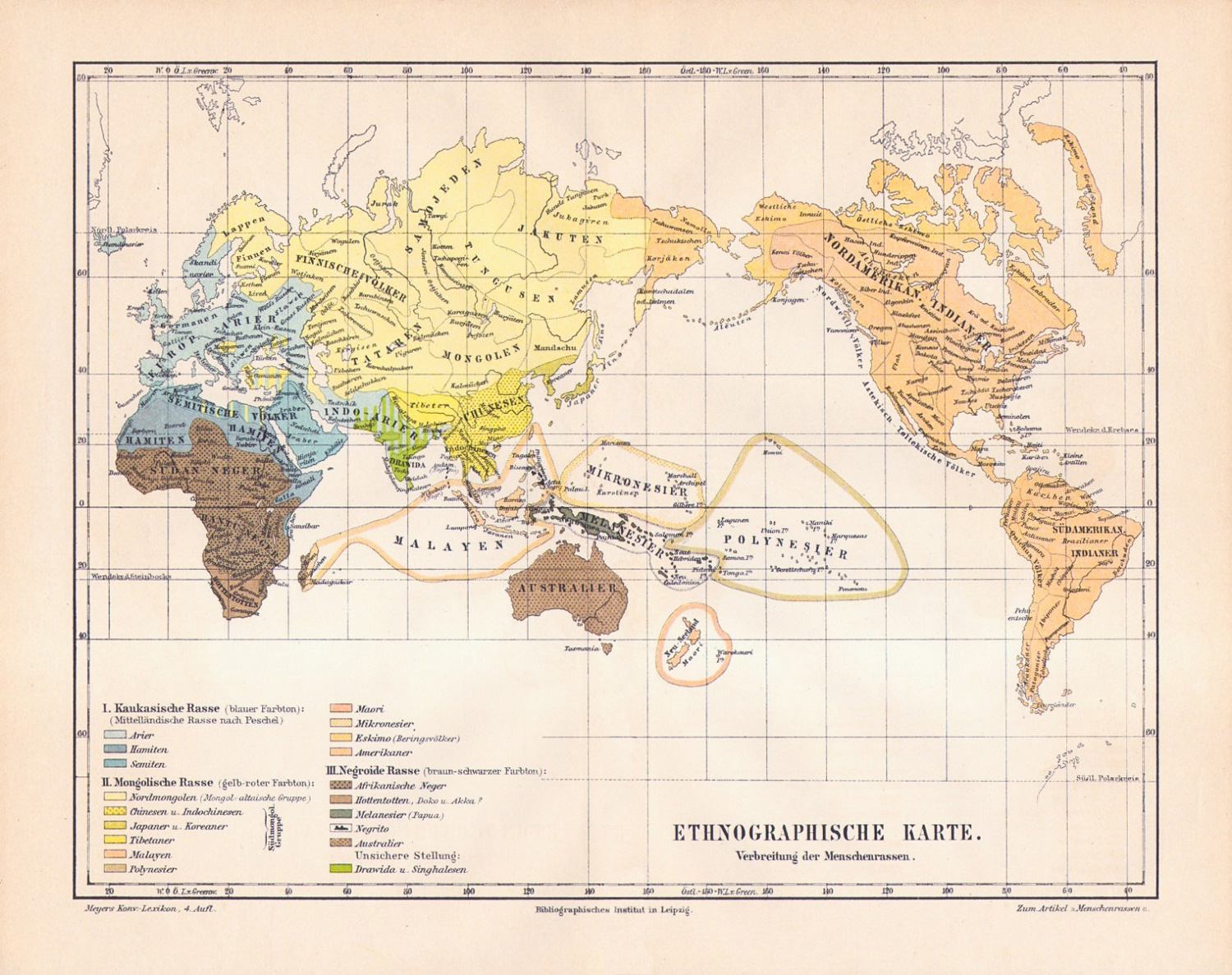
فرهنگ‌نامه مایر (۹۰–۱۸۸۵).

سفیدپوست یا سپیدپوست لفظی برای گروهی از انسان‌هاست که به‌عنوان استعاره‌ای از نژاد به کار می‌رود.
بسته به پیش زمینهٔ جغرافیایی و تاریخی، تعریف «مردم سفیدپوست» متغیر است، اما عموماً به مردم اروپایی‌تبار گفته می‌شود. برساخته‌های اجتماعی گوناگون از «سفید بودن» مفهوم‌هایی از نظر هویت، هم‌خونی، سیاست عمومی، دین، سرشماری، جدایی جنسیتی، تبعیض مثبت، امتیاز سفیدپوستی، اصلاح نژاد، به حاشیه بری نژادی و سهمیه نژادی داشته‌اند. این مفهوم با درجات متفاوت از رسمیت و سازگاری درونی در زمینه‌هایی نظیر جامعه‌شناسی، سیاست، ژنتیک، زیست‌شناسی، پزشکی، زیست‌پزشکی، زبان، فرهنگ، و حقوق به کار رفته‌است.

## علت سفیدی پوست
ریشه انسان از آفریقا است و در آغاز همه انسان‌ها موی سیاه و چهره‌ای تیره داشتند. پوست و موی مردم اروپا نیز در آغاز مانند دیگر مردم جهان تیره بود. تاکنون نظریات زیادی در مورد منشأ نژاد سفید مطرح شده‌است؛ به عنوان مثال، یکی از نظریه‌ها برای توضیح سفید شدن پوست و زرد شدن رنگ مو در مردم شمال اروپا که در میان بعضی دانشمندان پذیرفته شده به این صورت است: در شمال اروپا به خاطر روزهای کم آفتابی میزان ویتامین دی که به پوست انسان می‌رسد کم است. پیش از آغاز کشاورزی در این مناطق، بیشتر تغذیه مردمان این نواحی گوشت دام و ماهی بود و ویتامین دی موجود در گوشت و ماهی کمبود این ویتامین در آفتاب شمالی را جبران می‌کرد و پوست مردم هم‌چنان تیره بود.
پس از آغاز کشاورزی، مقدار مصرف غلات در اروپا زیاد و مصرف گوشت و ماهی کمتر شد، در نتیجه بدن ساکنان این نواحی برای جبران کمبود ویتامین دی به مرور ملانین کمتری تولید کرد و پوست خود را سفیدتر کرد تا بدین وسیله به سنتز شیمیایی ویتامین دی دریافتی از خورشید کمک کند. بنابراین چند هزار سال پس از سکونت انسان در شمال اروپا به مرور پوست این ساکنان از تیره به سفید تغییر کرد.
این نظریه می‌گوید علت این‌که رنگ موهای مردم زردپوست نواحی شمالی ازجمله اسکیموها هم‌چنان سیاه مانده‌است میزان مصرف بالای ماهی در غذای این مردمان است.

## بخش‌بندی نژاد سفیدپوست در سده نوزدهم
- نژاد مدیترانه‌ای
- نژاد نوردیک
- نژاد آریایی
- بخش‌بندی جزئی‌تر

اکنون این بخش‌بندی‌ها استفاده علمی و فنی ندارد.

## نگارخانه

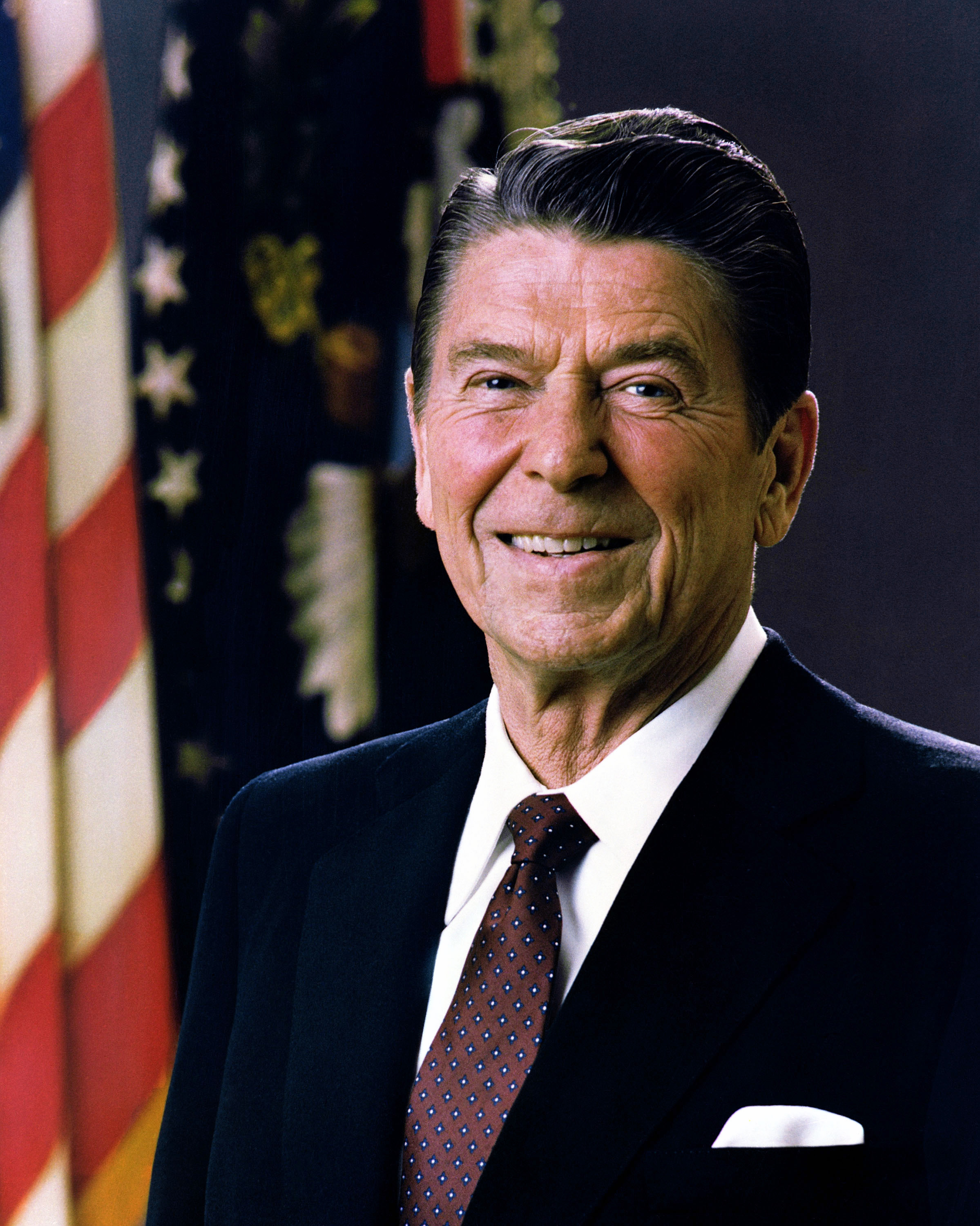
رونالد ریگان رئیس جمهور سابق ایالات متحده آمریکا
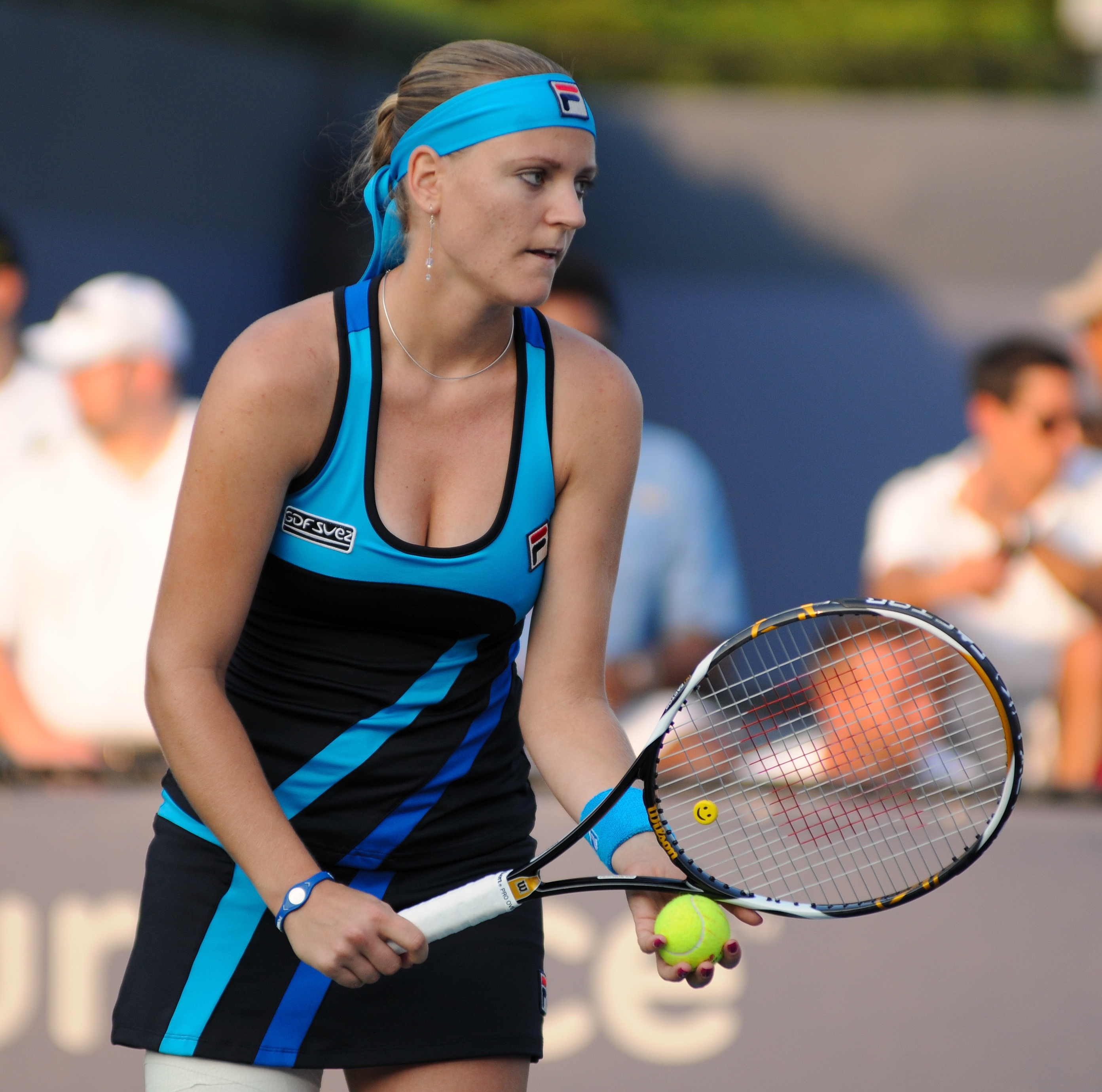
آگنش ساوائی تنیسور زن مجارستانی
کودکان سفیدپوست در استرالیا